# Carlo Jacomuzzi
Carlo Jacomuzzi (Torino, 22 maggio 1949) è un ex calciatore e dirigente sportivo italiano, di ruolo centravanti.
Ha militato in Serie A con le maglie di Sampdoria ed Hellas Verona.

## Carriera
Cresciuto nelle giovanili del Torino, non riesce a trovare spazio a livello di prima squadra e passa quindi alla Sampdoria, totalizzando 4 presenze nel campionato di Serie A 1969-1970.
Passato in Serie B al Novara, disputa coi piemontesi due buone stagioni da centravanti titolare, anche sotto il profilo realizzativo (19 reti complessive), che gli valgono il ritorno in massima serie con la maglia dell'Hellas Verona. In Veneto, però, Jacomuzzi delude, realizzando solo una rete (nel pareggio esterno contro il Napoli) e a fine stagione fa ritorno nei cadetti con la Ternana.
In Umbria, a dispetto delle solo 2 reti realizzate, disputa un'annata positiva, formando un'ottima coppia d'attacco con Andrea Prunecchi (che va a segno 13 volte) e contribuendo all'immediato ritorno dei rossoverdi in massima serie. L'annata successiva, tuttavia, nella sessione autunnale del calciomercato viene nuovamente ceduto in Serie B al Taranto, dove resta tre stagioni. Torna poi al Novara, squadra con cui gioca cinque stagioni, e dal 1982 al 1984 milita nell'Omegna in Serie C2.
In carriera ha totalizzato complessivamente 22 presenze e una rete in Serie A e 204 presenze e 38 reti in Serie B.
Cessata l'attività agonistica ha intrapreso quella di dirigente sportivo. Ha ricoperto nella stagione 1993-94 l'incarico di direttore sportivo del Napoli e dell'Atalanta nella stagione 1996-97. Attualmente è osservatore per la Roma, dopo esserlo stato per il Chelsea.

## Palmarès

### Club

#### Competizioni giovanili
- Campionato Primavera: 1

Torino: 1967-1968